# ハードコア・パンク
ハードコア・パンク (hardcore punk) は、ロックのジャンルのひとつ。パンク・ロックのロックン・ロール色を排し、より暴力性や攻撃性を強調したジャンルである。略してHC、HxCxと書かれる場合もある。

## 歴史
1970年代末のニュー・ウェイヴの登場後、オリジナル・パンクの社会批判や、ラウドで荒々しいサウンドをより過激にしたパンク・バンド群がいた。彼らはハードコア・パンクと呼ばれたが、代表的なバンドにはデッド・ケネディーズ、ブラック・フラッグ（アメリカ）や、エクスプロイテッド、ディスチャージ（イギリス） らがいた。ミドル・クラスの1977年のデモ音源 や1979年のデビューシングルのOut of Vogueは初期の例である。
ジェロ・ビアフラは、最初のハードコア・シングルは何かと問われ、1960年代のオランダの「Sound of Imker Train of Doomesday」が最初のハードコアだと応じている。1980年代は、情報量の少なさ、マイナー・レーベルのレコードの流通の悪さが顕著であった。1990年代以降になると、各国・各地域の地域性が希薄になり、各々のバンドの音楽性は、ルーツとするバンドの差異が強くなった。
ハードコアの特徴
- メロディよりもリズム中心で、過激なシャウトを用いることが多い。
- ラウドなサウンドを維持するために、エレキ・ギターは激しいディストーションを効かせており、高速のリフがメインでソロは省略されることも多い。
- パンクに比べると演奏の音量が大きく、BPMが高速である。
- 簡素なコード進行による曲構成で、一曲一曲が短い。

パンクバンドが身近な欲求不満や、未熟な自我の発露を歌詞にする傾向が強いのに対し、ハードコア・パンクは社会的・政治的なテーマを掲げているバンドもかなり存在する。その内容は反権力、反戦、反核、反宗教、反差別、アナキズムなど多様である。中には反ドラッグ、反アルコールを主張した一部のバンドもいた。
パンクロックやヘヴィメタルのバンド・メンバーは、労働者階級出身者が多い。ハードコア・バンドのメンバーの場合は、労働者階級出身者が中心だが、中産階級出身者もいる。これは、ブルースやレゲエ、ヒップホップといったレベル・ミュージックのミュージシャンも同じである。
ヘヴィメタルは、思想性が薄くテクニックとサウンド重視であるのに対して、HCは音楽の背景にある環境が異なり、パンクロックの延長線上にある。しかし思想が異なっていても、ファッション面でヘヴィメタルの影響を受けていたり、スラッシュメタルなどの音楽性を借用するバンドもあり、一概には断定できない。
ハードコア・パンクには反戦、反核、反差別を捧げるバンドも存在するが、一部のバンドにはネオナチなどの極右勢力と関係の深いバンドが存在する。例えば英国のハードコア・パンク・バンドskrewdriverは、最初の反共産主義、ネオ・ナチ系バンドといわれている。いったん活動休止し、活動再開後は白人至上主義や極右思想を声高に叫ぶバンドになった。メンバーのイアン・スチュアート・ドナルドソンは「ネオナチと連携している」と公言していた。バンドはイギリス国民戦線やイギリス国民党等の極右政党のプロパガンダとなり、党から資金援助を受ける。1993年にイアンが交通事故で亡くなったことで、活動を停止した。
しかし、世界には現在も活動を続行中のネオナチ・バンドも多い。CNNは、ヘイトブリードが「ホワイト・パワー」バンドとして批判されたことがあるという記事を掲載した。また、ウィキペディアの英語版には「ナチ・パンク (Nazi punk) 」の項目も存在する。日本では音楽中心のバンドが一般的だが、一部に右翼思想やレイシズムに感化されるバンド・メンバーやパンク・ファンが見られる。また、パンク・ファンやストレート・エッジの中には、左翼を名乗る右翼という変種も見受けられる。

### 日本
1977年、ハードコアパンク出現前から活動していた日本のバンドSSは、日本においてはハードコアの元祖であった。1980年代の日本のハードコアは、主にディスチャージ、G.B.H.、エクスプロイテッド、カオスUKなどの英国の80'sパンク/ハードコア・パンクから影響を受けたバンドが多かったが、1980年後半に入ると米国のクロスオーバー、スピードコアからの影響を受けたようなバンドも現われた。1990年代以降の日本のハードコアバンドは、1980年代からの流れを汲むバンドも多い。ファット・レック・コーズやエピタフ・レコード、ファスト・コア、アナグラム・レコード、ロード・ランナー・レコードなどの、欧米のレコード・レーベルからの影響を感じさせるバンドや、スラッシュメタルの影響が見られるバンドも登場している。

## レコード・レーベル
イアン・マッケイ主催のディスコード・レコード、キル・ロック・スターズ・レコードや、ジェロ・ビアフラのオルタナティブ・テンタクルズ・レコードなどが知られている。

## ハードコア・パンクの関連ジャンル
- アナルコ・パンク
- USハードコア
- エモ
- オイ!
- オールドスクール・ハードコア
- カウ・パンク
- クライスト・パンク
- カオティック・ハードコア
- グラインドコア
- クラストコア
- スカ・コア (スカ・パンク)
- スクリーモ
- ストレートエッジ
- ディスコア - ディスチャージの影響下にあるハードコア。
- デスコア
- ナチ・パンク
- ニュースクール（モダン・ハードコア/モダン・ユースクルー）
- ノイズコア
- ファスト・コア
- プロト・ハードコア - パンク・ロックからハードコアへの過渡期にあたるバンド。
- ヘイト・コア
- ポスト・ハードコア
- マスコア
- メタルコア
- メロディック・ハードコア

## 政治運動
- ロック・アゲインスト・コミュニズム（RAC）

## 主なバンドの一覧

### 1980年代

#### イギリス
- Amebix（アメビックス）
- Chaos UK（カオスUK）[6]
- Crass（クラス：アナーキズムを公言していたバンド）
- Discharge （ディスチャージ）
- Doom
- Extreme Noise Terror（エクストリーム・ノイズ・テラー）KLFと共演
- The Exploited（エクスプロイテッド）
- G.B.H.
- Napalm Death（ナパーム・デス）
- SNUFF

#### アメリカ
- 7 Seconds
- Agnostic Front （アグノスティック・フロント）
- GG Alin （GGアリン）
- Bad Brains（現Soul Brains）（バッド・ブレインズ）
- Bad Religion （バッド・レリジョン）
- Biohazard（バイオハザード）
- Black Flag （ブラック・フラッグ）
- Circle Jerks （サークル・ジャークス）
- Dead Kennedys （デッド・ケネディーズ）
- D.R.I.
- Gang Green （ギャング・グリーン）
- Gorilla Biscuits （ゴリラ・ビスケッツ）
- Meat Puppets （ミート・パペッツ、NYハードコア）
- Minor Threat （マイナー・スレット）
- Minutemen（ミニットメン）
- Misfits（ミスフィッツ）
- Negative Approach （ネガティブアプローチ）
- Poison Idea （ポイズン・アイディア）
- Reagan Youth （レーガン・ユース、反レーガンの左翼バンド）
- Sick of It all
- Siege （シージ）
- Social Distortion （ソーシャル・ディストーション）

#### ヨーロッパ
- Raw Power（イタリア）
- WRETCHED（イタリア）
- NEGAZIONE（イタリア）
- CHEETAH CHROME MOTHERFUCKERS（イタリア）
- IMPACT（イタリア）
- RAW POWER（イタリア）
- BLOODY RIOT（イタリア）
- UPSET NOISE（イタリア）
- NABAT（イタリア）
- UNDERAGE（イタリア）
- PEGGIO PUNX（イタリア）
- CRASH BOX（イタリア）
- INDIGESTI（イタリア）
- KINA（イタリア）
- DECLINO（イタリア）
- BLUE VOMIT（イタリア）
- RAF PUNK（イタリア）
- HHH（スペイン）
- LARM（オランダ）
- B.G.K（オランダ）
- MOB47（スウェーデン）

#### カナダ
- Fucked Up

#### 日本
- ASSFORT
- Bastard
- BALZAC
- The Clay
- THE COMES
- CONFUSE
- CROW
- DEATH SIDE
- DONDON
- DEAD COPS
- The Execute
- GAI
- GASTUNK（初期）
- GAUZE
- ザ・ゲロゲリゲゲゲ
- GHOUL
- G.I.S.M.
- LAUGHIN' NOSE
- Lip Cream
- THE MAD CAPSULE MARKETS
- MOBS
- NURSE
- OUTO
- PAINTBOX
- RoseRose
- S.O.B
- The Swankys
- Systematic Death
- WAR PAINTED CITY INDIAN
- ZOUO
- あぶらだこ（初期）
- ハンマー
- 奇形児
- 愚鈍
- 白(KURO)
- 一家心中
- 鉄アレイ
- 原爆オナニーズ

### 1990年代

#### イギリス
- Chaos U.K.
- SNUFF
- VARUKERS

#### アメリカ
- 7 Seconds
- AFI (エー・エフ・アイ)
- American nightmare（旧名）→　改名Give up the ghost
- Antischism
- Bane - マサチューセッツ出身
- Better than a thousand
- Born Against
- Burie Alibe
- Capital Casualties
- Dropdead - ロードアイランド出身
- F-Minus
- Fastbreak
- Guyana Punch Line
- H2O (エイチ・ツー・オー)
- ヘイトブリード
- His Hero Is Gone
- In/Humanity
- ジェロ・ビアフラ
- Man Is The Bastard
- MADBALL
- Pg.99 - ヴァージニア州出身
- SICK OF IT ALL
- Talk is poison
- Terror - カリフォルニア、LA出身
- Zero Boys

#### カナダ
- Comeback Kid

#### オーストラリア
- 50 lions

#### 北欧
- AC4　（スウェーデン）

#### 日本
- ABRAHAM CROSS
- Assfort
- 惡AI意
- BAREBONES
- COCOBAT[7]
- Envy[8]
- EXCLAIM
- FORWARD
- FUCK YOU HEROES
- Garlic Boys
- ザ・ゲロゲリゲゲゲ
- HAZARD
- kamomekamome
- LiFE
- Little Bastard
- ヌンチャク
- NUKEY PIKES
- ORDER
- PULLING TEETH[9]
- 2nd Degree
- SLANG
- SLIGHT SLAPPERS
- SMASH THE BRAIN (初期)
- Struggle For Pride
- UG MAN
- Vampillia
- Warhead
- WRENCH[10]
- ギロチンテラー
- 九狼吽
- ストラグル・フォー・プライド
- マイナーリーグ
- ジェロニモ
- GMF

### 2000年代以降
- AC4
- A Wilhelm Scream
- C
- DIGRAPHIA
- OFF!
- PADLOCK
- Pissed Jeans
- 天獄
- UX VILEHEADS
- Vespera
- ZILEMMA
- ネメシス